# Elaphurus
Az Elaphurus az emlősök (Mammalia) osztályának párosujjú patások (Artiodactyla) rendjébe, ezen belül a szarvasfélék (Cervidae) családjába és a szarvasformák (Cervinae) alcsaládjába tartozó nem.

## Rendszerezés
A nembe az alábbi 1 élő faj és 4 fosszilis faj tartozik:
- Dávid-szarvas (Elaphurus davidianus) A. Milne-Edwards, 1866
- †Elaphurus bifurcatus
- †Elaphurus formosanus
- †Elaphurus meziesianus
- †Elaphurus shikamai